# 第二次月眉山戰役
第二次月眉山戰役發生於1885年3月4日-7日，是西仔反中台灣本土的最後一場戰役，雅克·迪舍納中校率領的法軍利用強行軍快速突破中方防線，使得清軍撤退至基隆河后，並造成大量傷亡。

## 經過
迪舍納中校以1,300名士兵擔任进攻纵队，並配有大炮支援，由德尚格伦上尉指挥的三门炮和炮艇维佩尔号提供。 
3月4日，法军大胆向东向八堵进军，占领了五坑山和深澳山的山顶。 
3月5日黎明时分，法軍下到深澳坑山谷，向南进军，将自己置于中国防线的侧翼。下午時，他们从东边爬上六坑山，登上月眉山的东壁，在没有被发现的情况下接近了清軍阵地。下午晚些时候，法軍同時對正面和侧翼攻击，由来自法国前线阵地的步枪和大炮火力支援，在清軍能反應過來前就完成攻佔。 
3月6日，增援的攻击纵队停下来补给食物和弹药。 
3月7日上午，法军从月眉山向西挺进，一路杀向红淡山山顶，并在此猛攻竹堡。袭击者得到了克拉穆瓦西的海军陆战队步兵连的帮助，该部队在前一天晚上悄悄占领了竹堡以西的一个山丘阵地。当主力部隊從东方接近竹堡时，克拉穆瓦西的海军陆战队从清軍的阵地后面用毁灭性的攻勢擊潰了清軍。 
3月7日下午，一支由法軍混合纵队沿鸟嘴尖向南进攻，抵擋敌人的坚决抵抗。這場戰役是四日战役中最激烈的一场。清軍占据了山峰，向前进的法軍滚下岩石，一个隐藏在树林中的中国步兵部队向近距离的法軍开火。法軍最终将清軍从山脊上赶了下来，在日落前将他们赶回了暖暖。 
夜幕降临时，迪舍納停止了追击，并在基隆河北岸重新集结了他的部队。 
3月8日，法国巩固了他们的陣線。 3月9日，清軍退回到基隆河后。 

## 後果
法军在三月攻势中的伤亡人数为198人傷亡，清軍的损失則超過1,500人傷亡。法軍还缴获了一组先進德国克虏伯加农炮，這些大砲僅僅使用過幾次。如果法軍的进攻再拖延几天，很可能會因猛烈的炮火而失敗。迪舍納的攻势成功在最關鍵的時刻發動。 
攻占桌型高地和竹堡虽然付出了代价，但对法軍来说是场非凡的胜利。 迪舍納的部隊被要求进行100公里的強行軍，經過大量的蠻荒地區進行兩次重大戰鬥。此壯舉也許是中法战争中最令人印象深刻的戰役，但卻被法軍在宣光圍城戰中的輝煌勝利所掩蓋了。 

## 註腳
1. ↑  清法戰爭研討會. . 2017年3月28日 （中文（繁體））.
2. 1 2  Garnot 1894; Poyen-Bellisle, 77–9
3. ↑  王懷慶. 論劉璈在臺灣的軍事防務建設（1881-1884）. 國防大學陸軍學院軍事理論組, 2015.
4. 1 2 3  Garnot, 168–9; Poyen-Bellisle, 88
5. ↑  Garnot 1894; Poyen-Bellisle, 80–82
6. ↑  Garnot 1894; Poyen-Bellisle, 82–5
7. ↑  Garnot 1894; Poyen-Bellisle, 85–6
8. ↑  Garnot 1894; Poyen-Bellisle, 86–7
9. 1 2  Garnot 1894; Poyen-Bellisle, 87
10. ↑  Garnot 1894; Poyen-Bellisle, 88–9
11. ↑  Garnot, 172